# Gramps
GRAMPS (Genealogical Research and Analysis Management Programming System ) er et open source-slægtsforskningprogram. Det er oversat til mange sprog, herunder dansk (fra version 0.7.3 i 2002).